# Orava (rivière)
Pour les articles homonymes, voir Orava.
Orava est une rivière de Slovaquie et un affluent de la Váh, donc un sous-affluent du Danube.

## Géographie
Longue de 60,3 km, elle arrose le nord-ouest de la Slovaquie et se jette dans la Váh près de Kraľovany.